# Christian Schacht
Christian Schacht, född den 24 juni 1976, är en tysk före detta friidrottare som tävlade i kortdistanslöpning.
Schachts främsta merit är att han ingick i det tyska stafettlaget på 4 x 100 meter som blev bronsmedaljörer vid EM 2002 i München.

## Personliga rekord
- 100 meter - 10,38